# ذو الكفل عبد اللطيف
ذو الكفل عبد اللطيف (1914-2011) هو عسكري ومناضل فلسطيني، ولد في مدينة القدس، إلتحق بالكلية العسكرية في بغداد عام 1940، وإستكمل تدريبه العسكري في ألمانيا وهولندا عام 1943، حاصل على شهادة البكالوريوس في تخصص التاريخ من الجامعة الأمريكية في القاهرة عام 1952.

## حياته العملية
ولد ذو الكفل عبد القادر عبد اللطيف في مدينة القدس عام 1914. بدأ تعليمه في القدس وتخرج من كلية الروضة عام 1933، وأكمل تعليمه في بغداد في دار المعلمين الإبتدائية عام 1934، وتخرج من دار المعلمين العالية عام 1939. عمل مدرِّساً في مدارس الحلة في العراق بين عامي (1934-1935)، ومدرِّساً في دار الأيتام الإسلامية في القدس بين عامي (1935-1936)، ومدرِّساً لمادة التاريخ في مدينة الرمادي في العراق بين الأعوام (1939-1941)، ثم عمل معداً ومقدِّماً للبرامج الإذاعية في إذاعة العرب الأحرار عام 1942، ومعداً ومقدِّماً للبرامج في القسم العربي في إذاعة برلين عام 1943، وموظفاً في الأمانة العامة لجامعة الدول العربية حتى تقاعد عام 1978.

## حياته النضالية
تأثر ذو الكفل بالفكر العروبي الوحدوي، وبدأ نشاطه في النادي الرياضي العربي في القدس وإنخرط في الثورة الفلسطينية الكبرى مركزاً نشاطه واهتمامه داخل مدينة القدس، طاردته القوات البريطانية وإضطر إلى مغادرة فلسطين إلى العراق قبل إنتهاء الإضراب الكبير عام 1936. شارك في ثورة رشيد عالي الكيلاني ضد الوجود البريطاني في العراق في أيار عام 1941، وكان مسؤولاً عن المتطوعين الفلسطينيين في قوة البادية. غادر العراق بعد فشل الثورة إلى ألمانيا للتدريب العسكري، وقاد ونفذ عملية هبوط بالمظلة من طائرة من نوع القلاع FF أمريكية الصنع كان الألمان قد غنموها أثناء الحرب العالمية الثانية، بصحبة حسن سلامة وثلاثة من الضباط الألمان في السادس من تشرين أول عام 1944 قرب مدينة أريحا. اعتقله البريطانيون في 15 تشرين أول عام 1944، وسُجن في مركز المخابرات البريطانية في مصر، وتعرض لتحقيق قاس جداً ثم أعيد إلى فلسطين في آذار عام 1946، ونقله البريطانيون إلى سجن القدس ثم سجن نابلس الذي بقي فيه إلى أن تمكَّن من الهرب من المستشفى البلدي في نابلس في كانون الأول عام 1947، بمساعدة مأمون القطب، وصبري خلف، وبعد خمسة أيام غادر فلسطين إلى الأردن ومنها إلى سوريا ومصر. إلتحق بالحاج أمين الحسيني في القاهرة، وعمل معه خلال فترة أحداث النكبة عام 1948، وتولى إدارة المكتب العسكري التابع للهيئة العربية العليا في القاهرة، وشارك في الإعداد للمؤتمر الوطني الفلسطيني الذي عقد في غزة، والذي تشكلت فيه حكومة عموم فلسطين.

## مساهماته
صدر له مؤلف بعنوان مذكراتي قصة كفاحي من الثورة الفلسطينية الكبرى إلى حرب 1948.